# 沃爾頓 (堪薩斯州)
沃頓（英語：Walton）是一個位於美國堪薩斯州哈維縣的城市。

## 地方資料
根據2020年美國人口普查的數據，沃頓的面積為0.81平方千米，當中陸地面積為0.81平方千米，而水域面積為0.00平方千米。當地共有人口219人，而人口密度為每平方千米270.37人。